# Trachylepis sulcata
Trachylepis sulcata là một loài thằn lằn trong họ Scincidae. Loài này được Peters mô tả khoa học đầu tiên năm 1867.

## Hình ảnh

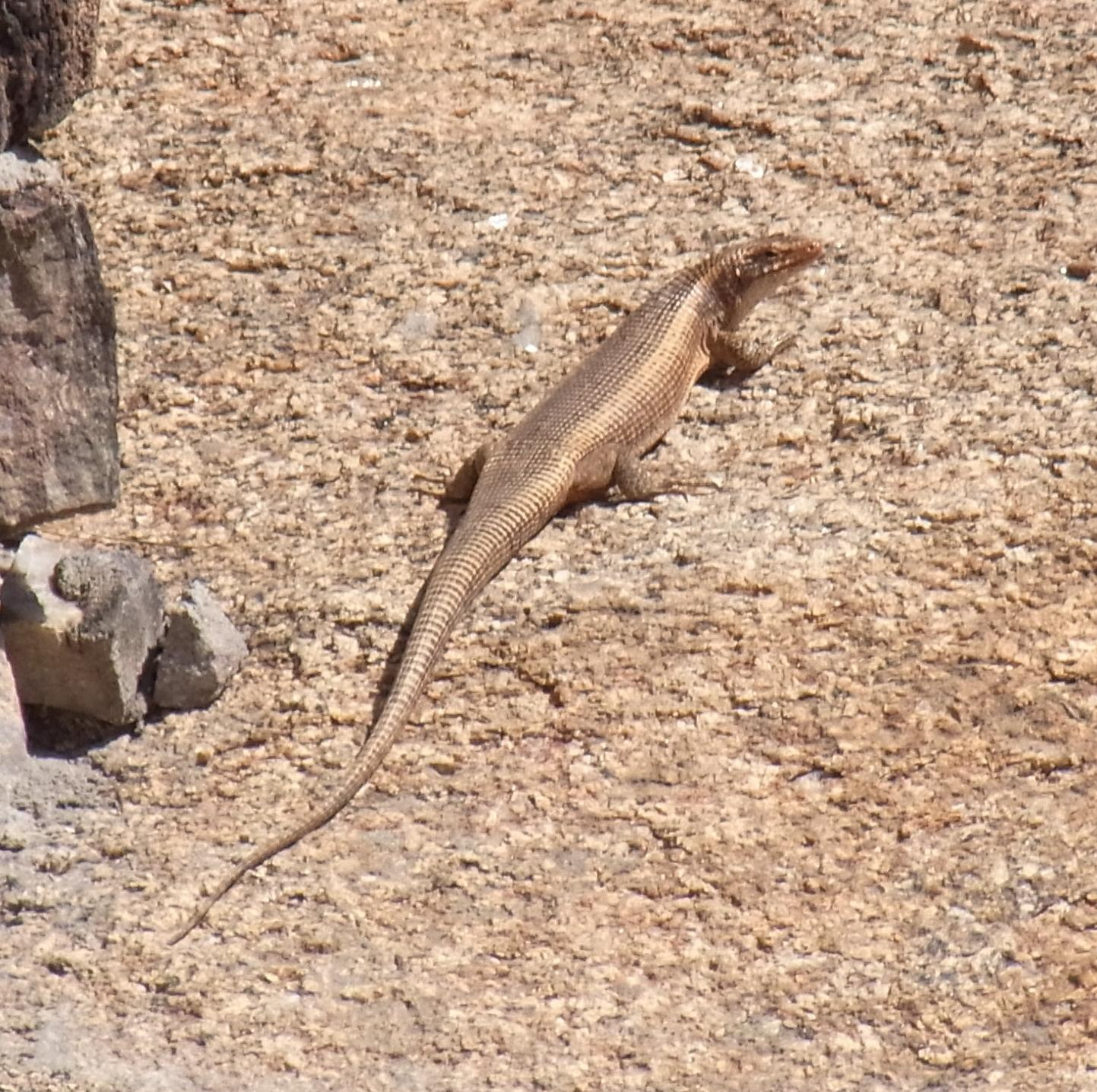
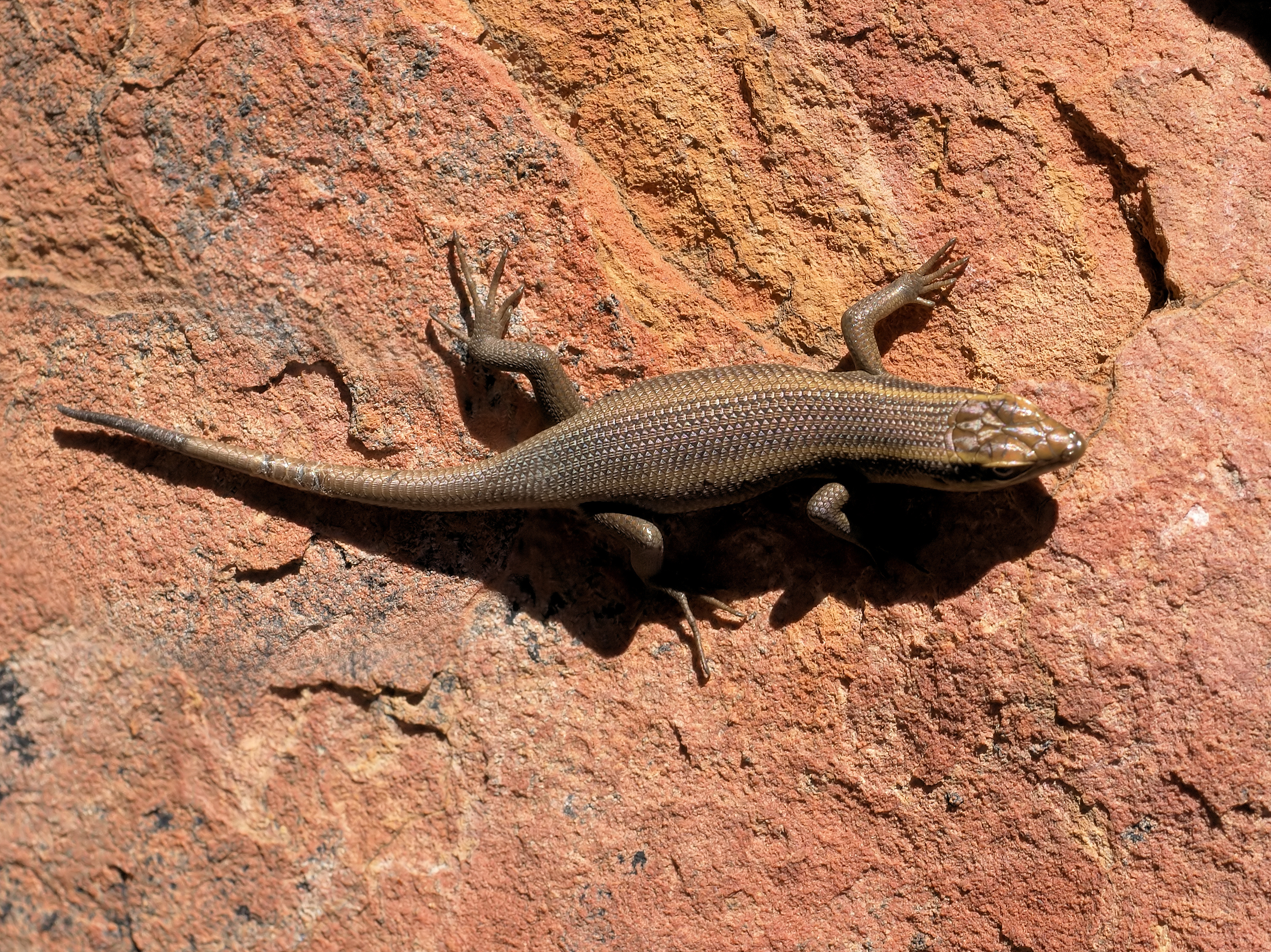